# 2007年3月逝世人物列表
2007年逝世人物列表：1月 - 2月 - 3月 - 4月 - 5月 - 6月 - 7月 - 8月 - 9月 - 10月 - 11月 - 12月
2007年3月逝世人物列表，是用於匯總2007年3月期間逝世人物的列表。

## 依日期排序

### 1日
- 曼努埃爾·本托（Manuel Bento），58歲，葡萄牙足球守門員（葡萄牙，S.L.本菲卡），心臟驟停。[1]
- 奧托·勃蘭登堡（Otto Brandenburg），72歲，丹麥歌手和演員。[2]
- 科萊特·布羅塞特（Colette Brosset），85歲，法國女演員。[3]
- 埃迪·費爾斯通（Eddie Firestone），86歲，美國演員（《硝煙》《達拉斯》《決鬥》），心臟和呼吸衰竭。[4]
- 喬治·加布（George Gabb），79歲，伯利茲藝術家，雕塑家和作家，心臟驟停。[5]
- Sydney Gun-Munro爵士，90歲，文森特政治家，聖文森特和格林納丁斯總督（1979-1985），長期患病。[6]
- 哈羅德·邁克爾遜（Harold Michelson），87歲，美國製片設計師（《愛的條款》、《星際迷航：電影》、《飛機、火車和汽車》）。[7]
- 蒂諾斯·魯塞雷（Tinos Rusere），61歲，辛巴威礦業和環境部副部長，腎衰竭。[8]
- 鮑比·斯佩特（Bobby Speight），76歲，美國籃球運動員（北卡羅來納州立大學）和商人，癌症。[9]

### 2日
- 多麗絲·安德森（Doris Anderson），85歲，加拿大女權主義者，《Chatelaine》的作家和編輯，肺纖維化。[10]
- Thomas S. Kleppe，87歲，美國內政部長（1975-1977），北達科他州眾議員，阿爾茨海默病。[11]
- 克萊姆·拉賓（Clem Labine），80歲，美國棒球投手（布魯克林和洛杉磯道奇隊），腦部手術併發症。[12]
- 邁克·穆尼（Mike Mooney），37歲，喬治亞理工學院和1993年聖地牙哥閃電隊的美式橄欖球運動員。[13]
- 51歲的伊萬·薩夫羅諾夫（Ivan Safronov）是《生意人報》的俄羅斯國防記者，從大樓墜落。[14]
- William C. Sturtevant，80歲，美國史密森學會館長，肺氣腫。[15]
- 亨利·特罗亚（Henri Troyat），95歲，法國作家和歷史學家，法蘭西學院院士。[16]

### 3日
- 奧斯瓦爾多·卡萬多利（Osvaldo Cavandoli），87歲，義大利漫畫家。[17]
- 吉姆·卡爾迪斯（Jim Kaldis），74歲，澳大利亞政治家。[18]
- 贝尼托·洛伦齐，81歲，義大利足球前鋒（義大利，國際米蘭）。[19]
- 吉恩·奧利弗（Gene Oliver），71歲，1960年代的美國棒球運動員，肺部手術併發症。[20]
- Türkan Rado，91歲，土耳其作家、教育家和法學家。[21]
- Saul Swimmer，70歲，美國紀錄片製片人（孟加拉國音樂會），心力衰竭。[22]
- Marjabelle Young Stewart，82歲，美國禮儀權威和作家，肺炎。[23]

### 4日
- 娜塔莉·博達尼亞（Natalie Bodanya），98歲，美國歌劇女高音。[24]
- H. E. Carter，96歲，美國生物化學家。[25]
- 湯瑪斯·伊格爾頓，77歲，美國密蘇里州參議員（1969-1987），心臟和呼吸系統併發症。[26]
- 鮑勃·哈托伊（Bob Hattoy），56歲，美國加州漁獵委員會主席，愛滋病活動家，愛滋病併發症。[27]
- 理查·約瑟夫（Richard Joseph），53歲，英國電子遊戲配樂作曲家，肺癌。[28]
- 蘇尼爾·庫瑪律·馬哈托（Sunil Kumar Mahato），41歲，印度議員，被槍殺。[29]
- 塔德烏什·納萊帕（Tadeusz Nalepa），63歲，波蘭藍調和搖滾歌手，長期患病。[30]
- 羅伯特·普林斯，77歲，美國作曲家。[31]
- John Thow，57歲，美國作曲家。[32]
- 蕾妮·威廉姆斯（Renee Williams），29歲，美國世界上最重的女人，心臟病發作。[33]
- 伊恩·伍爾德裡奇（Ian Wooldridge），75歲，英國體育記者，癌症。[34]

### 5日
- 艾倫·布萊克（Alan Black），64歲，英國唱片騎師。[35]
- 約瑟夫·康林（Joseph H. Conlin），79歲，美國導演和歌劇導演。[36]
- 伊萬·德爾波特（Yvan Delporte），78歲，比利時《Spirou》雜誌主編（1956-1968）。[37]
- 米爾頓·霍普金斯（Milton N. Hopkins），80歲，美國鳥類學家和農民。[38]
- 伊沃·洛爾謝特（Ivo Lorscheiter），79歲，巴西天主教主教，解放神學宣導者，多器官衰竭。[39]
- 伊萬·蘇佩克（Ivan Supek），91歲，克羅埃西亞科學家、哲學家和作家。[40]

### 6日
- 尚·布希亞（Jean Baudrillard），77歲，法國後現代主義哲學家和社會學家。[41]
- 艾倫·科奇，63歲，美國出生的奧運會柔道銅牌得主和職業摔跤手，被稱為“壞消息布朗”。[42][43]
- 歐內斯特·加洛（Ernest Gallo），97歲，美國E&J Gallo酒莊的聯合創始人。[44]
- 皮埃爾·莫伊諾（Pierre Moinot），86歲，法國小說家，當選為法蘭西學院院士。[45]
- 雷·斯特恩（Ray Stern），74歲，美國職業摔跤手，心臟手術併發症。[46]

### 7日
- 比爾·欽諾克（Bill Chinnock），59歲，美國創作歌手。[47]
- Shane Cross，20歲，澳大利亞職業滑板運動員，摩托車碰撞。[48]
- Paul deLay，55歲，美國藍調口琴演奏家，白血病。[49]
- Frigyes Hidas，78歲，匈牙利作曲家。[50]
- 埃米爾·梅略（Emil Mailho），97歲，美國棒球運動員。[51]
- 摩根·梅利什（Morgan Mellish），36歲，《澳大利亞金融評論報》（The Australian Financial Review）的澳大利亞沃克利獎（Australian Walkley Award）獲獎記者，飛機失事。[52]
- 尼爾·諾斯（Neil North），74歲，英國演員。[53]
- 安迪·西達裡斯（Andy Sidaris），76歲，美國電影導演，喉癌。[54]
- 约翰·辛普森（John Simpson），79歲，英國陸軍軍官，特種部隊主任。[55]
- 保羅·賽克斯（Paul Sykes），60歲，英國重量級拳擊手。[56]
- 卡拉·索尼克羅夫特，索尼克羅夫特男爵夫人，93歲，義大利出生的英國慈善家。[57]
- Billy Walkabout，57歲，切諾基裔美國人，越南戰爭，肺炎和腎功能衰竭的退伍軍人。[58]

### 8日
- 陶菲克·科特蘭，80歲，巴勒斯坦出生的英國法官，伯利茲首席大法官（1986-1990）。[59]
- 亞歷杭德羅·克魯茲（Alejandro Cruz），82歲，墨西哥職業摔跤手，被稱為“黑影”，肺炎。[60]
- 約翰·英曼（John Inman），71歲，英國演員（《你被服務了嗎？》），甲型肝炎[61][62]
- 湯姆·莫爾德維（Tom Moldvay），58歲，美國《龍與地下城》（Dungeons & Dragons）書籍和模組（《銀公主宮》修訂版）的作者。[63]
- Harold M. Ryan，96歲，美國政治家，美國密歇根州眾議員（1961-1965），充血性心力衰竭。[64]
- 理查·特雷克斯勒（Richard Trexler），74歲，佛羅倫薩文藝復興時期的美國歷史學家，腎移植併發症。[65]
- Viky Vanita，59歲，希臘女演員。[66]
- 約翰·武科維奇（John Vukovich），59歲，美國棒球運動員和教練，腦瘤併發症。[67]
- 小克裡斯托弗·巴里奧斯（Christopher Barrios， Jr.），6歲，美國謀殺案受害者，謀殺案。

### 9日
- Rosy Afsari，60歲，孟加拉電影女演員，腎衰竭。[68]
- 布拉德·德爾普（Brad Delp），55歲，1970年代AOR樂隊波士頓的美國主唱，因一氧化碳中毒自殺。[69]
- 羅恩·埃文斯（Ron Evans），67歲，澳大利亞AFL委員會主席，前埃森登主席和球員，腹部癌症。[70]
- Glen Harmon，86歲，加拿大冰球運動員。[71]
- 傑克·柯比（Jack Kirby），84歲，美式橄欖球運動員。[72]
- 珍妮·霍普金斯·盧卡斯（Jeanne Hopkins Lucas），71歲，美國政治家，第一位在北卡羅來納州參議院任職的黑人女性。[73]
- 湯瑪斯·梅森（Thomas B. Mason），88歲，美國律師。[74]
- 烏爾皮奧·米努奇（Ulpio Minucci），89歲，義大利出生的作曲家，以自然原因的Robotech作品而聞名。[75]
- 胡安·卡洛斯·波坦蒂羅（Juan Carlos Portantiero），73歲，阿根廷社會學家，腎功能衰竭。[76]
- Malaetasi Togafau，美屬薩摩亞總檢察長，法官和立法者，癌症。[77]

### 10日
- 巴迪·艾林（Buddy Allin），62歲，美國高爾夫球手，五場美巡賽冠軍，癌症。[78]
- 弗朗西斯·克拉克·豪威爾（Francis Clark Howell），82歲，美國人類學家。[79]
- 理查·傑尼（Richard Jeni），49歲，美國喜劇演員和演員（《面具》《鳥》《爸爸的一周假期》），槍擊自殺。[80]
- 厄尼·拉德（Ernie Ladd），68歲，美式橄欖球運動員（聖地牙哥閃電隊，堪薩斯城酋長隊）和職業摔跤手（NWA），癌症。[81]
- 蘭娜·桑德斯（Lanna Saunders），65歲，美國肥皂劇女演員（《我們的日子》），多發性硬化症。[82]
- 安吉拉·韋伯（Angela Webber），52歲，澳大利亞喜劇演員和作家，癌症患者。[83]

### 11日
- 戴夫·克里登（Dave Creedon），87歲，愛爾蘭投擲運動員（科克），全愛爾蘭冠軍（1952-1954），自然原因。[84]
- 勒內·杜哈梅爾（René Duhamel），72歲，法國奧運賽艇運動員。[85]
- 贝蒂·赫顿（Betty Hutton），86歲，美國歌手/女演員（《摩根溪的奇跡》），結腸癌併發症。[86]
- 瑪莎·索斯曼（Martha Sosman），56歲，美國法官，馬薩諸塞州最高法院成員，乳腺癌。[87]

### 12日
- 阿諾德·德雷克（Arnold Drake），83歲，美國漫畫作家（《末日巡邏隊》，《死人》，《銀河護衛隊》），肺炎和感染性休克。[88]
- 維爾瑪·埃布森（Vilma Ebsen），96歲，美國女演員，巴迪·埃布森（Buddy Ebsen）的妹妹和舞伴。[89]
- 傑克·加斯特（Jack Gaster），99歲，英國共產主義政治家和律師。[90]
- 柏威·瑪哈·戈薩南達（Preah Maha Ghosananda），77歲，柬埔寨佛教僧伽羅惹，諾貝爾和平獎提名人。[91]
- 諾姆·拉克（Norm Larker），76歲，美國棒球運動員（洛杉磯道奇隊）。[92]
- 胡安·恩里克·里拉（Juan Enrique Lira），79歲，智利奧運射擊運動員。[93]
- 安東尼奧·奧爾蒂斯·梅納（Antonio Ortiz Mena），99歲，墨西哥財政部長（1958-1970），美洲開發銀行行長（1971-1987），跌倒併發症。[94]
- Yeap Ghim Guan，66歲，馬來西亞律師和政治家，民主行動黨創始成員，中風併發症。[95]

### 13日
- 赫伯特·福克斯（Herbert Fux），79歲，奧地利演員和政治家。[96]
- 特裡·梅傑-鮑爾（Terry Major-Ball），74歲，英國銀行家和作家，前首相約翰·梅傑（John Major）的兄弟，癌症。[97]
- 溫迪·羅素·里夫斯（Wendy Russell Reves），90歲，美國慈善家。[98]
- 約翰·辛克萊（John Sinclair），73歲，英國英語學者，癌症。[99]
- 阿諾德·斯卡蘭德（Arnold Skaaland），82歲，美國職業摔跤手。[100]
- Nicole Stéphane，83歲，法國女演員（Le Silence de la mer）。[101]

### 14日
- 露西·奧布拉克（Lucie Aubrac），94歲，二戰期間抵抗運動的法國成員。[102]
- 羅傑·博法蘭（Roger Beaufrand），98歲，法國奧運選手，去世時最年長的奧運冠軍。[103]
- 湯米·卡瓦納（Tommy Cavanagh），78歲，英國足球運動員，伯恩利主教練。[104]
- 勞埃德·伊頓（Lloyd Eaton），88歲，美國大學橄欖球教練。[105]
- Sa'dun Hammadi，76歲，伊拉克總理（1991年），白血病。[106]
- 菲茨傑拉德·亨利（Fitzgerald Henry），86歲，特立尼達卡里普索音樂家。[107]
- 加雷斯·亨特（Gareth Hunt），65歲，英國演員（《新復讎者聯盟》），胰腺癌。[108]
- 羅恩·麥克尤恩（Ron McEwin），79歲，澳大利亞足球運動員。[109]
- 伯克·斯普羅克斯頓（Birk Sproxton），63歲，加拿大作家（《幻影湖：54歲以北》）和教育家，心臟病發作。[110]

### 15日
- 布蘭基塔·阿馬羅（Blanquita Amaro），83歲，古巴出生的女演員和舞蹈家，心臟病發作。[111]
- 雒雋，89歲，中國天主教神父和主教，腎功能衰竭，心肺無力。[112]
- 愛麗絲·巴克斯（Alice Backes），83歲，美國女演員（單身漢父親）。[113]
- 42歲的英國律師莎莉·克拉克（Sally Clark）因殺害她的兩個兒子而被錯誤地定罪。[114]
- 查理斯·哈裡森（Charles Harrelson），68歲，美國被定罪的殺人犯，心臟病發作。[115]
- 傑伊·甘迺迪（Jay Kennedy），50歲，美國King Features Syndicate主編，溺水身亡。[116]
- 鮑伊·庫恩（Bowie Kuhn），80歲，美國職業棒球大聯盟專員（1969-1984），呼吸衰竭。[117]
- 奧蘭多「馬蒂」馬丁內斯，65歲，古巴出生的美國棒球運動員和經理。[118]
- 杰克·梅特卡夫（Jack Metcalf），79歲，來自華盛頓的美國共和黨眾議員（1995-2001），阿爾茨海默病併發症。[119]
- Poh Ah Tiam，55歲，馬來西亞政治家，癌症和腎功能衰竭。[120]
- 斯圖爾特·羅森伯格（Stuart Rosenberg），79歲，美國電影導演（《酷手盧克》、《阿米蒂維爾恐怖》、《格林威治村教皇》），心臟病發作。[121]
- 赫爾曼·斯坦（Herman Stein），91歲，美國電影和電視作曲家，心力衰竭。[122]
- Jean Talairach，96歲，法國精神病學家和神經外科醫生。[123]
- 威廉·沃森（William Watson），89歲，英國漢學家。[124]
- 德克·韋恩伯格（Dirk Wayenberg），51歲，比利時自行車手。[125]
- 伊萬·威爾士（Ivan Welsh），67歲，澳大利亞政治家，新南威爾士州MLA（1988-1991）。[126]

### 16日
- Sajjadul Hasan，28歲，孟加拉國國內板球運動員，摩托車事故。[127]
- 巴勃羅·埃米利奧·馬德羅（Pablo Emilio Madero），85歲，墨西哥政治家，國家行動黨主席（1984-1987）。[128]
- 亞瑟·馬歇爾爵士，103歲，英國航空工程師。[129]
- 史蒂夫·麥庫克（Steve McCooke），88歲，英國奧運運動員。[130]
- 牟作云，94歲，中國籃球運動員、教練（國家隊），中國籃球協會主席。[131]
- 雷蒙德·納舍（Raymond Nasher），85歲，美國藝術收藏家，納什雕塑中心（Nasher Sculpture Center）、納什藝術博物館（Nasher Museum of Art）和北園中心（NorthPark Center）的創始人。[132]
- Manjural Islam Rana，22歲，孟加拉國國家板球運動員，摩托車事故。[127]
- 卡羅爾·理查茲（Carol Richards），84歲，美國歌手和演員。[133]
- Tupper Saussy，70歲，美國作曲家、音樂家、作家和藝術家，心臟病發作。[134]

### 17日
- John Backus，82歲，美國計算機科學家，領導IBM團隊開發Fortran。[135]
- 約瑟夫·卡斯丁，美國商人和政治家，馬薩諸塞州伍斯特市市長（1962-1963）[136]
- Crazy Ray，76歲，美國達拉斯牛仔隊的啦啦隊球迷，患有糖尿病和心血管疾病。[137]
- 吉姆·克羅寧（Jim Cronin），55歲，美國環保主義者，創立了猴子世界，肝癌。[138]
- 弗雷迪·法蘭西斯（Freddie Francis），89歲，英國電影攝影師（《兒子與情人》，《榮耀》，《象人》）和電影導演，奧斯卡獎得主（1961年，1990年），中風。[139]
- 荷馬·哈裡斯（Homer Harris），91歲，美國運動員，十大聯盟球隊的第一位黑人隊長，阿爾茨海默病。[140]
- 恩斯特·海弗利格（Ernst Haefliger），87歲，瑞士歌劇男高音，心力衰竭。[141]
- Tanya Reinhart，63歲，以色列語言學家和和平活動家，中風。[142]
- 揚·桑托（Ion Santo），84歲，羅馬尼亞奧運擊劍運動員。[143]
- 約翰·威廉姆斯（John C. Williams），65歲，紐西蘭板球運動員。[144]

### 18日
- 馮傳強，62歲，香港華人武術家和商人，鼻咽癌。[145]
- Ovidiu Maitec，81歲，羅馬尼亞雕塑家。[146]
- Annemiek Padt-Jansen，85歲，荷蘭豎琴家和政治家。[147]
- William N. Panzer，64歲，美國電視和電影製片人，自殺。[148]
- 鮑勃·伍爾默（Bob Woolmer），58歲，英國板球運動員（1975-1981），巴基斯坦板球隊教練，心力衰竭。[149]

### 19日
- 勞埃德·貝斯特（Lloyd Best），73歲，特立尼達經濟學家，政治家和專欄作家，前列腺癌。[150]
- Giampaolo Calanchini，70歲，義大利奧運擊劍運動員。[151]
- 卡爾弗特·德福雷斯特，85歲，美國演員和喜劇演員。[152]
- 羅伯特·迪克森（Robert Dickson），62歲，加拿大作家和詩人，癌症。[153]
- 路德·英格拉姆（Luther Ingram），69歲，美國R&B歌手和詞曲作者（“（如果愛你是錯的）我不想是對的”），腎衰竭。[154]
- 伊萊恩·肖爾（Elaine Shore），79歲，美國女演員，舌癌。[155]
- 比爾·史蒂文森（Bill Stevenson），55歲，加拿大足球運動員，因跌倒受傷。[156]
- 西蒙·查巴爾（Shimon Tzabar），81歲，以色列藝術家，作家，詩人和前《國土報》專欄作家，肺炎。[157]
- Gemunu Wijesuriya，72歲，斯裡蘭卡廣播員和喜劇演員。[158]

### 20日
- 弗朗西斯·阿古（Francis Agu），42歲，奈及利亞演員，消化性潰瘍併發症。[159]
- 阿爾伯特·貝茲（Albert Baez），94歲，美國物理學家，瓊·貝茲（Joan Baez）和咪咪·法里尼亞（Mimi Fariña）的父親，自然原因。[160]
- 奧爾科特·戴明（Olcott Deming），98歲，美國外交官和第一任駐烏干達大使，敗血症。[161]
- Raynald Fréchette，73歲，加拿大律師，魁北克高等法院法官，魁北克國民議會議員，癌症。[162]
- 麗塔·喬（Rita Joe），75歲，加拿大米克馬克詩人，帕金森病。[163]
- 吉伯特·派特森（Gilbert E. Patterson），67歲，美國基督教會主教，心力衰竭。[164]
- 塔哈·亚辛·拉马丹，69歲，伊拉克政治家和副總統（1991-2003），被處以絞刑。[165]
- John P. Ryan，70歲，美國演員（《失控的火車》《五件小事》《蝙蝠俠：幻影面具》），中風。[166]
- 厄尼·賴特（Ernie Wright），67歲，1960年代的美式橄欖球進攻邊鋒，癌症。[167]
- 哈瓦·雅庫布（Hawa Yakubu），59歲，迦納政治家，癌症。[168]

### 21日
- 德魯·海耶斯（Drew Hayes），37歲，美國漫畫作家/藝術家（毒精靈），心臟病發作。[169]
- Sven O. Høiby，70歲，挪威記者，挪威王儲妃梅特·瑪麗特（Mette Marit）的父親，肺癌。[170]
- 莫哈末。Ayub Khan，83-84歲，印度政治家。[171]
- 凱薩琳·塞普（Catherine Seipp），49歲，美國保守派專欄作家，肺癌。[172]

### 22日
- 尼薩爾·巴茲米（Nisar Bazmi），83歲，巴基斯坦作曲家，腎衰竭。[173]
- George R. Bolling，86歲，美國飛行員。[174]
- 奧里奧爾·德·博洛斯（Oriol de Bolòs），83歲，西班牙植物學家、蕨類植物學家和植物社會學家。[175]
- 唐·鄧尼斯（Don Dennis），65歲，1960年代聖路易斯紅雀隊的美國投手，癌症。[176]
- 克里希那穆提，88歲，印度哲學家。[177]
- 丹尼爾·迪亞斯·梅納德，73歲，烏拉圭政治家，副手（1990-2005）。[178]
- 塞薩爾·佩尼亞蘭達（César Peñaranda），91歲，秘魯奧運自行車運動員。[179]
- Jay Zeamer， Jr.，88歲，美國二戰老兵，榮譽勳章獲得者。[180]

### 23日
- 埃德·貝利（Ed Bailey），75歲，美國棒球運動員（1953-1966）和田納西州諾克斯維爾市議員（1983-1995），喉癌。[181]
- 保羅·科恩（Paul Cohen），72歲，美國數學家，斯坦福大學數學教授。[182]
- 阿提拉·卡薩斯（Attila Kaszás），47歲，匈牙利演員，中風。[183]
- 毛岸青，83歲，中國作家，毛澤東之子。[184]
- 达米安·麦克唐纳（Damian McDonald），34歲，澳大利亞奧運自行車運動員，交通事故。[185]
- 埃裡克·梅德倫（Eric Medlen），33歲，美國NHRA司機，車禍導致瀰漫性軸索損傷。[186]
- 蔡斯·尼爾森（Chase Nielsen），90歲，美國空軍軍官，杜利特爾突襲的參與者。[187]
- 羅伯特·彼得森（Robert E. Petersen），80歲，美國汽車工業出版商和發燒友雜誌，神經內分泌癌。[188]
- 沃爾特·特恩布爾（Walter Turnbull），62歲，美國哈萊姆男孩合唱團創始人，中風。[189]

### 24日
- Jun Bernardino，59歲，菲律賓籃球協會委員（1993-2002）和體育主管，心臟病發作。[190]
- 漢森·嘉吉（Henson Cargill），66歲，美國鄉村歌手，手術併發症。[191]
- Mary D. Crisp，83歲，美國共和黨領袖。[192]
- 莫裡斯·弗利特克羅夫特（Maurice Flitcroft），77歲，英國業餘高爾夫球手和惡作劇者，肺部感染。[193]
- Jean Schwinden，81歲，美國蒙大拿州前第一夫人，Ted Schwinden的妻子，癌症。[194]
- Martin Studach，62歲，瑞士奧運賽艇運動員，心力衰竭。[195]

### 25日
- 喬治·金斯利·阿誇，65歲，迦納首席大法官，2003年6月起，癌症。[196]
- Robert Austrian，90歲，美國流行病學家，中風。[197]
- 傑里·吉拉德（Jerry Girard），74歲，紐約市WPIX電視台的美國體育主播，食道癌。[198]
- 安德拉尼克·马尔加良，55歲，自2000年以來擔任亞美尼亞總理，心臟病發作。[199]
- 馬歇爾·羅傑斯（Marshall Rogers），57歲，美國漫畫家（蝙蝠俠，奇異博士，銀色衝浪者），心臟病發作。[200]

### 26日
- 貝尼亞米諾·安德列亞塔（Beniamino Andreatta），78歲，義大利經濟學家和政治家（基督教民主黨，義大利人民黨）。[201]
- Cha Burns，50歲，蘇格蘭吉他手，肺癌。[202]
- 大衛·格林（David Green），85歲，美國政治顧問。[203]
- 海因茨·席勒（Heinz Schiller），77歲，瑞士賽車手。[204]
- 西爾維婭·施特勞斯（Sylvia Straus），94歲，美國鋼琴家，拉比亞伯拉罕·約書亞·赫舍爾（Abraham Joshua Heschel）的遺孀。[205]
- 米哈伊爾·烏里揚諾夫（Mikhail Ulyanov），79歲，俄羅斯演員，腸道疾病。[206]

### 27日
- 漢斯·赫德伯格（Hans Hedberg），89歲，瑞典雕塑家，腎衰竭。[207]
- 保罗·劳特伯，77歲，美國化學家，2003年諾貝爾獎獲得者。[208]
- Ransom A. Myers，54歲，美國出生的加拿大漁業生物學家，魚類種群下降專家，腦瘤。[209]
- 40歲的墨西哥毒梟嫌疑人、錫那羅亞州卡特爾高級領導人勞爾·梅薩·翁蒂維羅斯（Raúl Meza Ontiveros）被槍殺。[210]
- 福斯蒂諾·奧拉馬斯（Faustino Oramas），95歲，古巴歌手（Buena Vista社交俱樂部），癌症。[211]
- 52歲的澳大利亞傳染病權威愛琳·普蘭特（Aileen Plant）調查了越南首例SARS官方病例。[212]
- Joe Sentieri，82歲，義大利歌手和演員。[213]
- 植木等（Hitoshi Ueki），80歲，日本演員（Ran，Big Joys，Small Sorrows）和喜劇演員，肺氣腫。[214]
- 夏洛特·溫特斯（Charlotte Winters），109歲，美國退伍軍人，最後一位倖存的第一次世界大戰美國女退伍軍人。[215]

### 28日
- 查濟民，93歲，香港商人，香港興業國際創辦人兼非執行主席。[216]
- Abe Coleman，101歲，大蕭條時期出生於波蘭的美國職業摔跤手。[217]
- 比爾·菲斯克（Bill Fisk），90歲，美式橄欖球運動員和教練。[218]
- 湯瑪斯·赫瑟林頓爵士，80歲，英國律師，檢察長（1977-1987）。[219]
- 托尼·斯科特（Tony Scott），85歲，美國爵士單簧管演奏家。[220]
- 詹姆斯·索普，79歲，美國政治家，俄亥俄州眾議院議員（1967-1974）。[221]

### 29日
- 阿德巴約·阿德法拉蒂（Adebayo Adefarati），76歲，奈及利亞民主黨總統候選人。[222]
- 孟加拉·巴伊（Bangla Bhai），37歲，孟加拉國激進分子，被處以絞刑。[223]
- 勞埃德·布朗（Lloyd Brown），105歲，美國最後一位倖存的第一次世界大戰海軍退伍軍人。[224]
- 霍華德·古爾尼（Howard Goorney），85歲，英國演員（《屋頂上的小提琴手》《眼花繚亂》《小多麗特》）。[225]
- 胡安·喬亞（Juan Joya），73歲，秘魯足球運動員。[226]
- Mimi Lerner，61歲，波蘭出生的美國歌劇女中音，心臟腫瘤併發症。[227]
- 卡爾文·洛克哈特（Calvin Lockhart），72歲，巴哈馬演員（《狂野的心》《來到美國》《鐵血戰士2》），中風。[228]
- Myokyo-ni，86歲，奧地利佛教尼姑，倫敦禪宗中心負責人。[229]
- Tosiwo Nakayama，75歲，密克羅尼西亞政治家，密克羅尼西亞聯邦第一任總統（1979-1987）。[230]
- 謝赫·阿卜杜勒·拉赫曼（Shaykh Abdur Rahman），孟加拉國伊斯蘭激進領導人（JMB），直到他被RAB俘虜，被絞死。[223]
- 萊斯利·沃勒（Leslie Waller），83歲，美國作家。[231]

### 30日
- Basil Catterns，89歲，澳大利亞二戰陸軍Kokoda Track戰役領導人，廣播員Angela Catterns的父親。[232]
- Chrisye，56歲，印尼音樂家，肺癌。[233]
- 費伊·科伊爾（Fay Coyle），73歲，英國足球運動員，效力於德里城、諾丁漢森林和北愛爾蘭。[234]
- 邁克爾·迪布丁（Michael Dibdin），60歲，英國犯罪作家。[235]
- 阿爾弗雷德·費赫瓦里（Alfréd Fehérvári），81歲，匈牙利足球運動員和教練。[236]
- 瑪麗亞·裘莉婭·埃爾南德斯（MaríaJulia Hernández），68歲，薩爾瓦多人權活動家，心臟病發作。[237]
- 伊利亞斯·凱萊西迪斯（Ilias Kelesidis），53歲，希臘奧運自行車運動員。[238]
- 戴夫·馬丁（Dave Martin），72歲，英國電視編劇，為《神秘博士》和《Z-Cars》撰稿，肺癌。[239]
- 約翰·羅伯茨（John Roberts），74歲，加拿大政治家，心臟病發作。[240]
- 德福裡斯特·惠勒·特裡明翰，87歲，百慕達奧運水手[241]

### 31日
- 派特裡夏·巴林格（Patricia Barringer），82歲，美國棒球運動員（AAGPBL）[242]
- 菲爾·科德爾（Phil Cordell），59歲，英國音樂家，1971年以Springwater的名義出名。[243]
- 湯瑪斯·摩爾（Thomas W. Moore），88歲，美國製片人兼ABC總裁，心力衰竭。[244]
- 拉倫斯·皮克斯克（Clarence Peaks），71歲，美式足球運動員（費城老鷹隊，匹茲堡鋼人隊）。
- 利托·西斯諾里奧（Lito Sisnorio），24歲，菲律賓拳擊手，KO後手術后心力衰竭。[245]
- 保羅·瓦茨拉維克（Paul Watzlawick），85歲，奧地利出生的美國心理學家和哲學家。[246]